# Lvivdanceclub
Lvivdanceclub (укр. Львівський Танцювальний Клуб (ЛТК)) — музичний гурт, заснований у грудні 2014 року Павлом Мухою та Андріаном Поповичем. Lvivdanceclub — це музичний шоу-проект, з власною неповторною культурою та ідеологією .
Lvivdanceclub — це фіналісти українського відбору на фестиваль SZIGET, учасники найбільших українських фестивалів Zaxidfest та Atlas Weekend , фіналісти «Хіт-конвеєра» 2018 та 2019 року від телеканалу М2 .
У арсеналі гурту є три студійні альбоми "Качелі" (2017)  та "Лагідний" (2019),"Pandora" (2021); два Live альбоми - "Live in Lviv" (2016) та "Live a Jenny Records" (2021); і один EP-альбом "Гаражна Романтіка" (2015).

## Історія
Ще в шкільні часи солісти Павло Муха грав у панк-рок гурті на тромбоні та баяні, а Андріан Попович — в метал гурті на гітарі. Муха та Попович познайомились у Львові переносячи диван в руках з квартири свого друга до гаража Андріана в районі Сихова, який став офісом та місцем, звідки пішла легенда "Гаражні інтелігенти".
В 2012 році Андріан Попович та Павло Муха вирушили в Крим (пляж Біляус) великою компанією, де «зафристайлили» свій перший трек під назвою «Львівський Танцювальний Клуб». Надалі хлопці продовжували грати для себе, проте згодом їх почали запрошувати на різні літературні зібрання та квартирники. А назва гурту пішла від першого виступу у Луцьку, де поет Роман Коржик замість назви гурту сказав назву треку.
Вперше гурт офіційно зібрався 16 листопада 2014 року. Датою заснування вважається 20 грудня 2014 року. Перша публічна поява гурту відбулася в січні 2015-го під час святкувань Різдва, на сцені біля Оперного театру.
Перший студійний трек хлопці записали в Івано-Франківську. А в 2017 році гурт презентував свій дебютний альбом «Качелі» у Львові сольним концертом на найбільшому майданчику Західної України – Malevich Night Club.
Традицією виступу гурту є трек "Відро горілки", де з сцени глядачу пропонують спробувати горілку з залізного відра та пройти випробування спокусою алкоголю.
В 2019 році хлопці взялися за написання другого альбому "Лагідний", презентація якого відбулася в нічний клуб «Picasso» концертною двогодинною програмою "Freek Edition" у трьох актах.
У березні 2019 презентовано кліп "Вона" знятий в Португалії відзнятий режисером Владом Разіховським за участі топ-моделі Сари Карвальйо.
На початку квітня 2019 гурт оголосив про ребрендинг назви гурту з кирилиці на латинку. “Зараз ми змінили свою назву. Ми зробили всюди «Lvivdanceclub» тому, що і «ЛТК», і «Львівський танцювальний клуб» –  трошки плутає людей." – каже один з фронтменів Павло Муха.
Особливою подією весни 2019 стала презентація live-версії альбому «Лагідний» гурт Lvivdanceclub  у вигляді концерту за підтримки звукової компанії FatSound та знімальної команди Woodsee Film Studio застосувавши техніку зйомок «безперевний кадр» на єдину камеру .
Наприкінці травня 2019 за підтримки тур-агенції "Бродячі Пси" проведено унікальний концерт в печері Атлантида.
У червні 2019 року пройшла виставка "Гаражна інтелігенція" присвячена релізу альбому "Лагідний" у Львівському палаці мистецтв . Творчий проект втілювали Нестор Гук, Олександр Олеярник, Артем Глущенко, Ірина Бардин, Олександр Зиков.
Після карантину аби розрухати людей відіграли тур "Pandora" Західною Україною (літо 2021): Стрий, Трускавець, Тернопіль, Чортків, Золочів, Львів, Бурштин .

## Склад гурту
Музику Lvivdanceclub виконують:
1. Андріан Попович  — вокал і гітара (грудень 2014 - ...) ,
2. Павло Муха — вокал і тромбон (грудень 2014 - ...),
3. Роман Гречило — бас-гітара (березень 2015 - ...),
4. Ігор Девіс — ударні (грудень 2019 - ....),
5. Олексій Сов'як — гітара (вересень 2017 - ....)

Колишні учасники гурту:
1. Йосип Городиський - ударні (грудень 2014 - січень 2016)
2. Ляна Гавришкевич - клавіші (грудень 2014 - березень 2015)
3. Марія Яремак - клавіші (березень 2015 - листопад 2016)
4. Іван Прокудін - ударні (січень 2016 - лютий 2018)
5. Анастасія Ільків - клавіші (грудень 2016 - грудень 2019)
6. Віталій Кухарський - ударні (лютий 2019 - грудень 2019)  сесійний музикант
7. Ігор Лажовський - тромбон (квітень 2018 - грудень 2019) сесійний музикант
8. Тарас Ковальчук - труба (квітень 2018 - грудень 2019) сесійний музикант
9. Михайло Питель - саксофон (листопад 2017 - квітень 2020)

## Студійні Альбоми
| Назва                         | Вміст | Рік створення | Звукозаписуюча студія |
| ----------------------------- | --- | ------------- | --------------------- |
| "Live at Jenny Records"       | 1. Холодні ночі листопаду (Live) 2. Вона (Live) 3. Качелі (Live) 4. Падаю (Live) 5. Ніч (Live) 6. Хаваєш (Live) 7. Харить зима (Live) | 2021          | Jenny Records         |
| "Pandora"                     | 1. Харить зима 2. Ніч 3. Хаваєш 4. Не ангели 5. Прокинувся в останнє 6. Падаю | 2021          | Jenny Records         |
| "Лагідний"                    | 1. Вона 2. Качелі 3. Щедрик 4. Тільки скажи 5. Відро Горілки 6. Цигани 7. Freedom Man | 2019          | Jenny Records         |
| "Качелі"                      | 1. Мандат 2. Гуцули 3. Їду на море 4. Дощик 5. Толік Фламінго 6. Ти і Я (feat Cai Caslavinieri) 7. Свято Адвоката 8. Робота 9. Пообіцяй мені 10. Ти і Я | 2017          | Jenny Records         |
| Live-альбом "Live in Lviv"    | 1. Дін дон (Live) 2. Як Класно (Live) 3. В Україні Криза (Live) 4. Робота (Без Цензури)(Live) 5. Толік Фламінго (Live) 6. Вогонь (Live) 7. Ніби Люди Мовчать (Live) 8. Welcome To The Police Club (Live) 9. Ти і Я (Live) 10. Але Ти Знай (Live) 11. П'ятниця (Live) | 2016          |                       |
| EP-альбом "Гаражна Романтіка" | 1. Дід-Панас 2. Фанк Празник 3. Дівчина-Мрія 4. Life Ride (Electro ЛТК) | 2015          |                       |

## Сингли
2021 — Chesterfield
2020 — Speak to me
2020 — Холодні Ночі Листопаду (remix DJ MalYar)
2019 — Холодні Ночі Листопаду
2019 — Вона (remix DJ Skyhook)
2019 — CocaHash
2019 — Паті на Хаті (cover на Скрябін)
2019 — Котики-Зло
2015 — Качка
2015 — Маршутчик
2015 — 8 палата
2015 — Мамо

## Відеокліпи
| Рік  | Назва                                    | Режисер(и)                 | Альбом   |
| ---- | ---------------------------------------- | -------------------------- | -------- |
| 2021 | Chesterfield (lyric video)               | Зоряна Васютик, Павло Гиба | Сингл    |
| 2021 | Ніч                                      | Ярослав Маньковський       | Pandora  |
| 2020 | Speak to me                              | Мар'яна Солодовченко       | Сингл    |
| 2019 | Холодні Ночі Листопаду                   | Владислав Разіховський     | Сингл    |
| 2019 | Альбом-концерт "Лагідний" [FatSoundLive] | Ярослав Маньковський       | Лагідний |
| 2019 | Вона                                     | Владислав Разіховський     | Лагідний |
| 2018 | Щедрик                                   | Володимир Кондуш           | Лагідний |
| 2018 | Робота                                   | Ярослав Маньковський       | Качелі   |
| 2017 | Freedom Man [live]                       | Ярослав Маньковський       | Лагідний |
| 2017 | Відро Горілки [live]                     | Ярослав Маньковський       | Лагідний |
| 2017 | Мандат                                   | Віталій Гандзюк            | Качелі   |